# Luigi Rusca
Luigi Rusca (* 2. September 1762 in Agno; † 1822 in Valence) war ein klassizistischer Tessiner Architekt, der vor allem in Sankt Petersburg, aber auch in anderen russischen Städten wirkte.

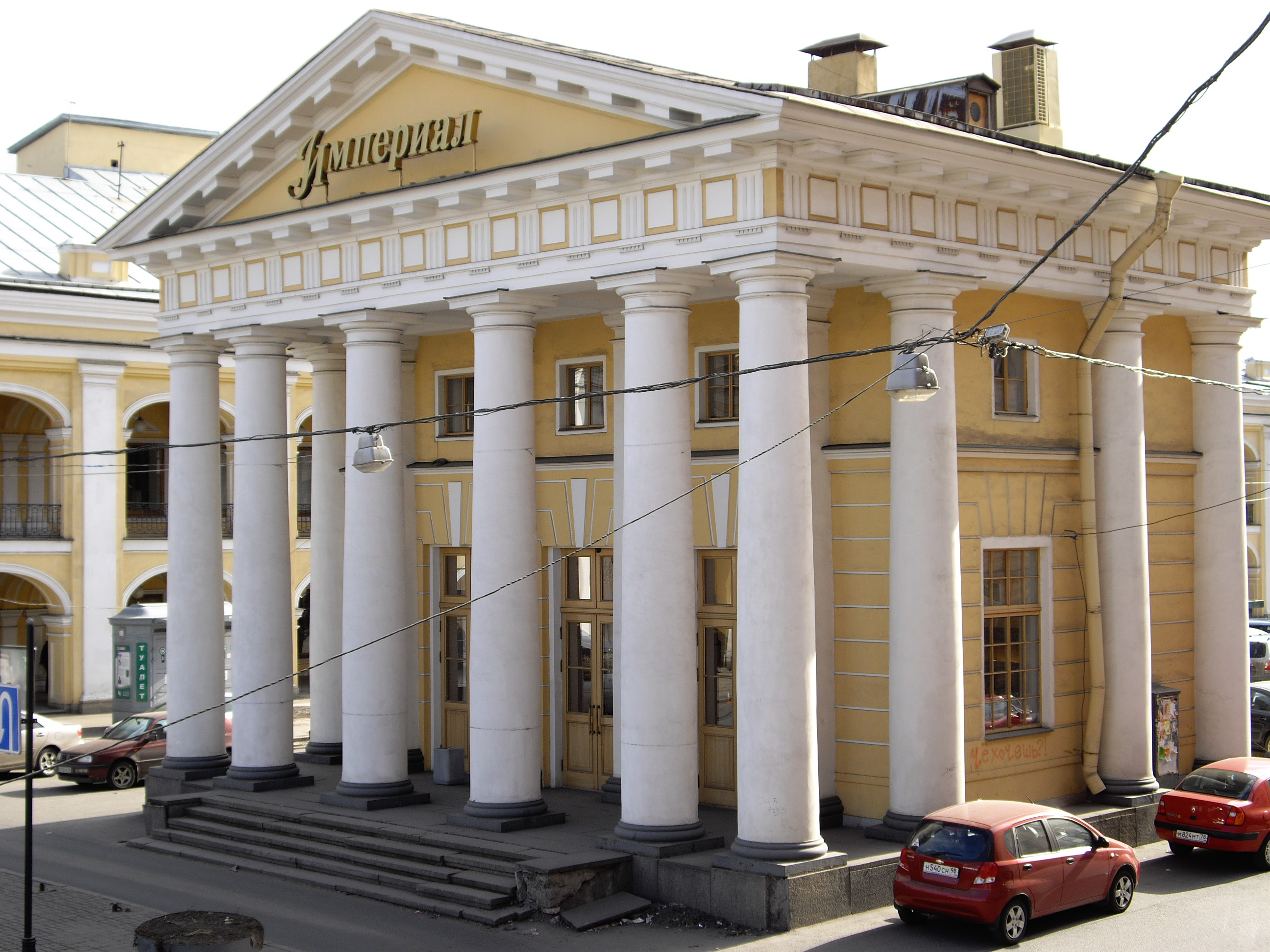
Luigi Rusca: Portikus, St. Petersburg, 1805–1806.

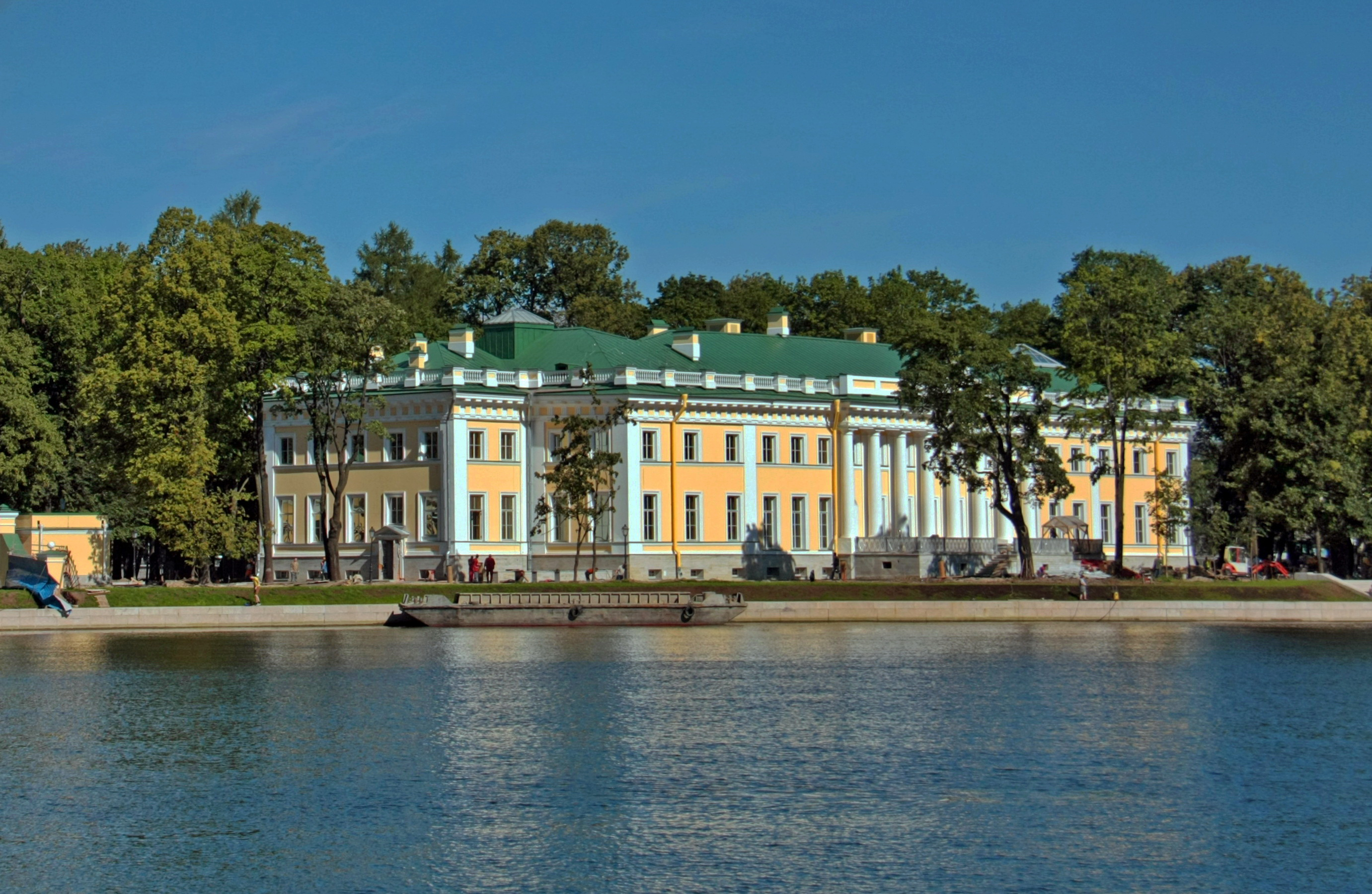
Luigi Rusca: Palast der Kamenny-Insel

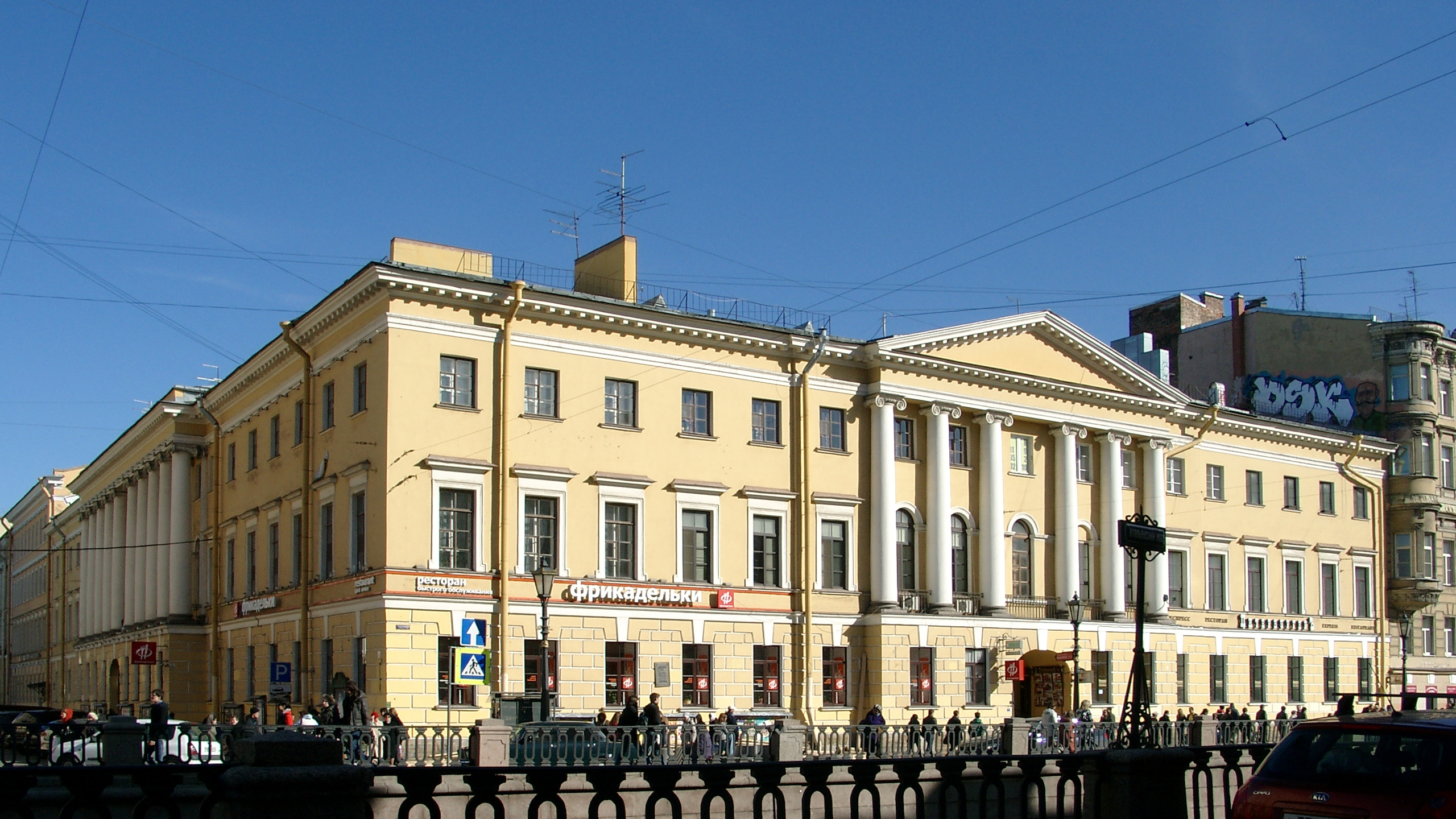
Luigi Rusca: Jesuiten Kollegium, Sankt Petersburg.

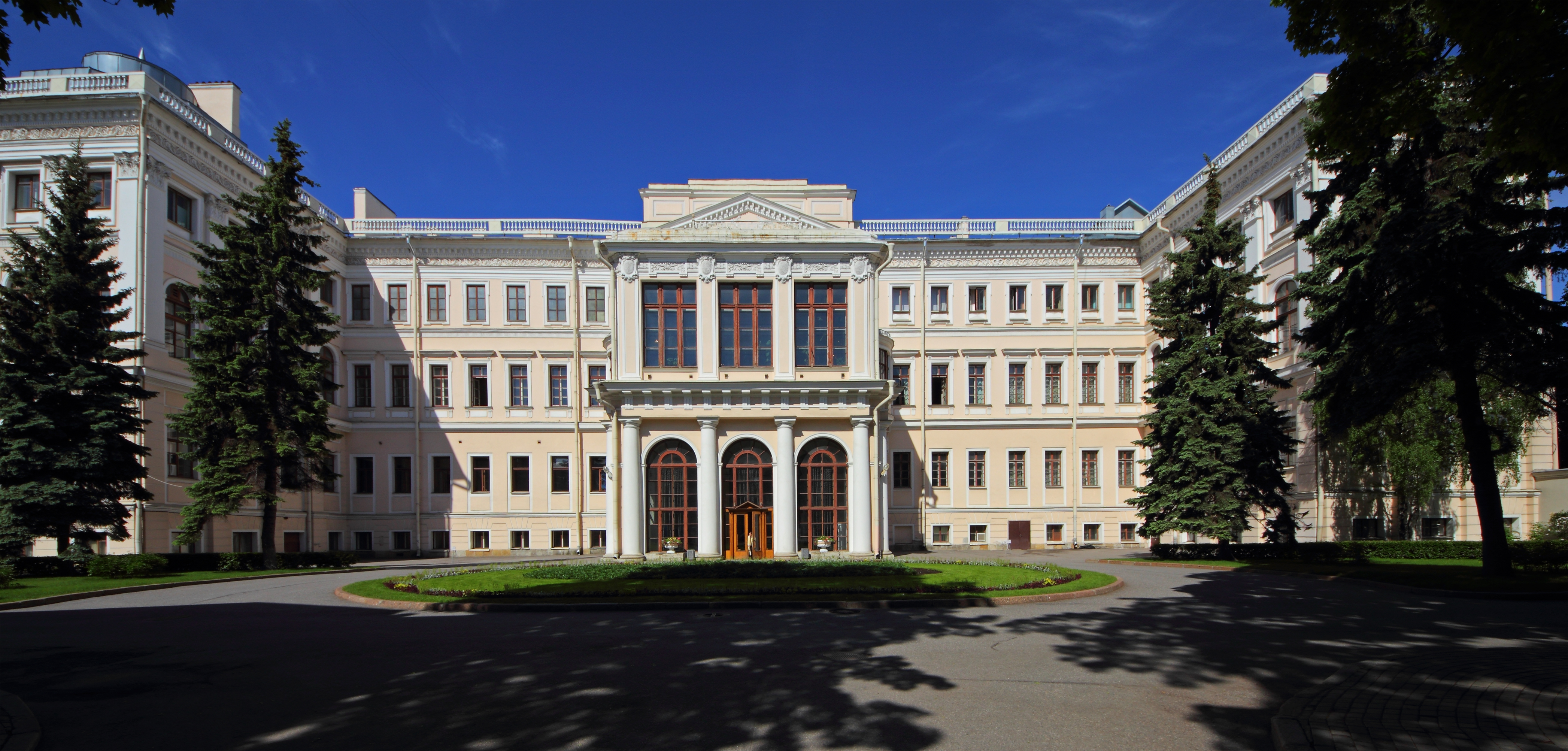
Luigi Rusca: Anitschkow-Palais, Sankt Petersburg.

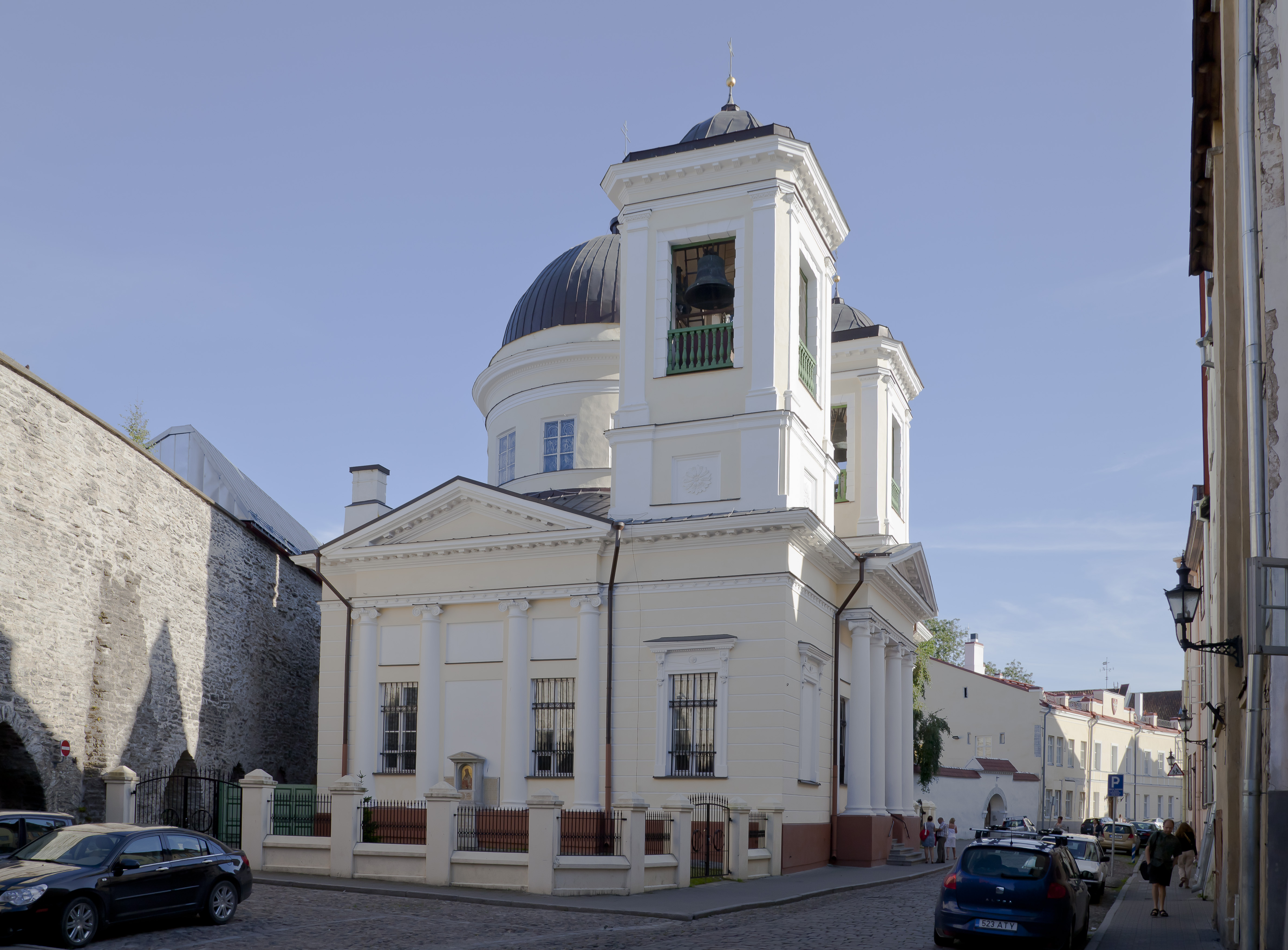
Luigi Rusca: Kirche des Heiligen Nikolaus des Wundertäters, Blick von Norden, 2012

## Leben
Luigi war Sohn des Maurermeisters Giovanni Battista und dessen Ehefrau Maria Maddalena Ghirlanda aus Vernate. Er heiratete
1792 Marguerite Matthey (gestorben), 1797 Marguerite Charlemagne. Nach seinen Studien in Turin zog Rusca 1783 nach Russland, wo schon sein Vater Giovanni Battista tätig gewesen war. Einen großen Einfluss auf Luigi übte auch Giuseppe Piermarini aus, der 1776 den ersten Lehrstuhl für Architektur an der soeben gegründeten Mailänder Accademia di Belle Arti di Brera erhielt. Er arbeitete am Hof für Katharina II. und deren Thron-Nachfolger. Er war Assistent der Hofarchitekten Giacomo Quarenghi und Vincenzo Brenna von 1785 bis 1801. Im Jahr 1802 wurde er zum Hofarchitekt ernannt. Neben seiner Hauptaufgabe, der Gestaltung von Innenräumen, plante er unter anderem Wohngebäude, Kasernen, Kirchen und Moscheen. 
Mit den Architekten William Hastie und Vasilij Stasov entwickelte er von 1809 bis 1812 eine Serie von Prototypen für Wohn- und Geschäftsbauten für andere Städte des Reichs. Zu seinen wichtigsten Werken zählen der Wiederaufbau des Taurischen Palais im Jahre 1801–1803 und der Bau der Kaserne des Regiments Belozerskij von 1805 bis 1806. Er erhielt die Ernennung als Ehrenmitglied der Akademie der Schönen Künste von St. Petersburg. 1818 verließ er Russland und 1820 zog er nach Paris, wo er Recueil des dessins des différents bâtiments construits à St. Petersbourg et dans l’intérieur de l’empire de Russie veröffentlichte.

## Werke (Auswahl)
- Das sogenannte Englische Schloss in Peterhof, ca. 30 km außerhalb der damaligen Hauptstadt.
- Rusca-Portikus am Newski-Prospekt (1805–1806). Dieser Bau wurde beim Bau der Metro Sankt Petersburg 1962 abgebrochen und 1972 nach den Originalplänen wiederaufgebaut
- Gotisches Zeltdach am Nikolausturm des Moskauer Kremls (1806)
- Wiederaufbau Glockenturm Iwan der Große im Moskauer Kreml nach 1812

Kasernen
- Kaserne der Grenadiere (1803–1807)
- Kaserne der Kavalleriegarde (1803–1806)
- Kaserne des Ismailowskij-Regiments (1809–1812)

Brücken
- Ausbau der Kasaner Brücke (1805)

Innenausbau
- Anitschkow-Palais (1809)
- Taurisches Palais (1801–1803)

Kirchen
- Kirche des Heiligen Nikolaus des Wundertäters in Reval (Pläne 1807, posthume gebaut 1825–1827)
- Kirche aller Leidtragenden (1817–1818)